# Grant Golden
Grant Golden (Richmond, Virginia, 15 de enero de 1998) es un baloncestista estadounidense que pertenece a la plantilla del BAXI Manresa de la liga ACB española. Con 2,08 metros de estatura, juega en la posición de pívot.

## Trayectoria deportiva

### Instituto
Su año sophomore de instituto lo pasó en el Sherando High School de Stephens City (Virginia) donde promedió 18,1 puntos y 7,7 rebotes. Luego se mudó al St. James School en Hagerstown (Maryland) donde, en su último año, promedió 17,2 puntos, 10,3 rebotes y 3,5 asistencias por partido, llevando a su equipo al título de conferencia y siendo nombrado cojugador del año.

### Universidad
En 2016, ingresó en la Universidad de Richmond, situada en Richmond (Virginia), donde jugaría durante 6 temporadas la NCAA con los Richmond Spiders, desde 2016 hasta 2022. El 18 de enero de 2022, superó la marca de 2000 puntos en su carrera en una victoria contra Fordham.

#### Estadísticas
| Año     | Equipo   | PJ  | PT  | MPP  | %TC  | %3P  | %TL  | RPP | APP | ROB | TPP | PPP  |
| ------- | -------- | --- | --- | ---- | ---- | ---- | ---- | --- | --- | --- | --- | ---- |
| 2016–17 | Richmond | 9   | 0   | 7.6  | .350 | .200 | .333 | 2.0 | .9  | .0  | .2  | 2.0  |
| 2017–18 | Richmond | 32  | 32  | 30.7 | .498 | .275 | .625 | 6.7 | 2.2 | .6  | 1.2 | 15.6 |
| 2018–19 | Richmond | 33  | 33  | 31.4 | .503 | .296 | .657 | 7.1 | 3.5 | .5  | 1.1 | 17.2 |
| 2019–20 | Richmond | 29  | 29  | 26.0 | .524 | .263 | .713 | 6.9 | 3.4 | .6  | .9  | 13.4 |
| 2020–21 | Richmond | 21  | 21  | 27.3 | .562 | .500 | .667 | 6.0 | 3.5 | .6  | .5  | 12.7 |
| 2021–22 | Richmond | 37  | 37  | 27.6 | .506 | .280 | .706 | 6.0 | 2.9 | .4  | .5  | 13.7 |
| Total   | Total    | 161 | 152 | 27.5 | .511 | .295 | .665 | 6.3 | 3.0 | .5  | .8  | 14.0 |

### Profesional
Tras no ser drafteado en 2022, jugó con los Atlanta Hawks en la Liga de Verano de la NBA. Posteriormente, firmó un contrato de exhibición con Denver Nuggets para la pretemporada, siendo despedido y recontratado por los Denver Nuggets unos días después. Finalmente el 4 de noviembre de 2022, fue incluido en la plantilla de los Grand Rapids Gold de la NBA G League.
El 1 de agosto de 2023, fichó por el Vanoli Cremona de la Lega Basket Serie A.
El 30 de julio de 2024, se incorporó al AEK BC de la A1 Ethniki griega.
El 28 de junio de 2025 firma por el Bàsquet Manresa de la Liga ACB española.

## Vida personal
Su padre, Craig, jugó al baloncesto universitario con Fairfield y Hartford.
Su hermano pequeño, Bryce, jugó también en la universidad con Butler y Loyola.